# Stensjön (Heds socken, Västmanland)
Stensjön är en sjö i Skinnskattebergs kommun i Västmanland och ingår i Norrströms huvudavrinningsområde.